# Муквоз, Лев Григорьевич
Ле́в Григо́рьевич Мукво́з (ивр. לייב (לב) מוקבוז‎; 5 октября 1903, Симферополь, Таврическая губерния — 17 апреля 1975, Мелитополь, Украинская ССР, СССР) — советский паразитолог, гельминтолог, член редакционного совета журнала «Медицинская паразитология и паразитарные болезни», руководитель Запорожского филиала Украинского научного общества паразитологов. Один из создателей и лидеров в 1920-е годы молодёжной сионистской организации «Ха-шомер ха-цаир» в Советской Украине.

## Биография
Родился в Симферополе в многодетной семье Григория Сендеровича Муквоза и Татьяны (Рухли-Рейзи) Майданской. В 1923 году состоял в скаутской организации и после её ликвидации создал и возглавил в Симферополе ячейку левой сионистской организации «Ха-шомер ха-цаир». В 1921—1925 годах учился на медицинском факультете Крымского университета им. М. В. Фрунзе, работал инструктором физкультуры. За активную сионистскую деятельность 14 июля 1925 года был арестован органами ОГПУ в Симферополе. Осужден 4 сентября 1925 года Особым Совещанием при Коллегии ОГПУ по ст. 61 УК РСФСР и отправлен в трехлетнюю ссылку в Оренбург. Во время ссылки работал в Оренбургском бактериологическом институте им. И. И Мечникова.
В июне 1926 года за создание в Оренбурге нелегальной антисоветской организации сионистов приговорен к высылке в Зырянский край сроком на три года. К месту ссылки не прибыл, а бежал в Киев, где возглавил подпольный районный штаб «Ха-шомер ха-цаир».
8 марта 1927 года был арестован в Киеве и 29 апреля того же года приговорен к трем годам лишения свободы. Наказание отбывал в Суздале, в 1930 году находился в Свердловском политизоляторе. Находясь в заключении, продолжал антисоветскую деятельность, был организатором голодовки протеста заключенных. 13 мая 1930 года снова осужден на три года ссылки, которую отбывал в Обдорске, где заведовал клинической лабораторией Пастеровской станции.
Освободился в июне 1933 года и приехал на место жительство в Мелитополь, где устроился на работу врачом в один из первых в Украине гельминтологических пунктов. Параллельно преподавал латынь в Мелитопольской акушерско-фельдшерской школе.
В 1938 году подвергался снова аресту за антисоветскую деятельность, но за недоказанностью состава преступления в 1939 году из под стражи освобожден. Во время Великой Отечественной войны Л. Г. Муквоз работал начальником клинико-диагностической лаборатории эвакогоспиталя в Хасавюрте. В декабре 1945 года вернулся в Мелитополь и в первые послевоенные годы восстановил гельминтологическую работу в городе.
В 1949 году занял должность заведующего гельминтологическим отделением Запорожской областной малярийной станции, а также заведующего лабораторией городской поликлиники г. Мелитополя. Помимо врачебной деятельности преподавал медицину в акушерско-фельдшерской школе, театральное искусство в Мелитопольском техникуме культпросвещения и руководил драматическим кружком. В 1950—1952 годах разрабатывался Запорожским областным управлением МГБ как сионист.
Скончался в 17 апреля 1975 года в Мелитополе.

### Врачебная деятельность
В результате профессиональной деятельности Л. Г. Муквоза были достигнуты большие успехи в борьбе с гельминтозами в Запорожской области, особенно аскаридоза, гименолепидоза и энтеробиоза, разработаны научно обоснованные рациональные методы организации и проведения мероприятий по резкому снижению этих заболеваний. Им был проведен успешный опыт ликвидации изолированного интенсивного очага аскаридоза на Бердянской косе и Акимовском районе Запорожской области. Работы Льва Муквоза получили широкую известность и были использованы в практике борьбы с гельминтозом по всей территории Советского Союза.
Он организовал и бессменно руководил Запорожским филиалом Украинского научного общества паразитологов, являлся автором и членом редакционного совета всесоюзного журнала «Медицинская паразитология и паразитарные болезни». За большой вклад в развитие народного здравоохранения был награждён медалями и значком «Отличнику здравоохранения».